# Robot și Monstru
Robot și Monstru (în engleză Robot and Monster) este un serial de animație american creat de Dave Pressler, Joshua Sternin și J.R. Ventimilia și produs de Nickelodeon Animation Studio. Acesta a fost lansat pe canalul Nickelodeon la data de 4 august 2012, terminându-se pe 14 februarie 2015. Serialul are un singur sezon ce cuprinde 26 de episoade. Premierea în România a fost pe 17 iunie 2013.